# 愛に生きる
| 専門評論家によるレビュー           | 専門評論家によるレビュー |
| レビュー・スコア                   | レビュー・スコア         |
| 出典                               | 評価                     |
| ---------------------------------- | ------------------------ |
| オールミュージック                 | link                     |
| Christgau's Record Guide           | B+                       |
| エンターテインメント・ウィークリー | B− link                  |
| ローリング・ストーン               | (unfavorable) link       |

『愛に生きる』（原題：The Glow）は、1979年にリリースされたボニー・レイットの7枚目のスタジオ・アルバム。デジタル録音およびミキシングがなされた最初のアルバムの1つだった。 
このアルバムはリンダ・ロンシュタットをスターダムにのし上げたピーター・アッシャーのプロデュースによる初のレイットのアルバムであり、ダニー・”クーチ”・コーチマー、ワディ・ワクテル、ドン・グロルニック、ケニー・エドワーズ、などのロンシュタットのバッキングメンバーとしても活動していたミュージシャンが多数参加している。 

## 収録曲
1. アイ・サンキュー - "I Thank You"（アイザック・ヘイズ、 デビッド・ポーター）– 2:51
2. ユア・グッド・シング - "Your Good Thing (Is About to End)"（アイザック・ヘイズ、デビッド・ポーター）– 4:00
3. セイム・オールド・ラヴ - "Standin' by the Same Old Love"（レイット）– 4:10
4. スリープズ・ダーク・アンド・サイレント・ゲート - "Sleep's Dark and Silent Gate"（ジャクソン・ブラウン）– 3:25
5. グロウ（愛に生きる） - "The Glow"（ヴェイラー・ヒルデブラント）– 4:11
6. バイ・バイ・ベイビー - "Bye Bye Baby"（メアリー・ウェルズ）– 3:17
7. ザ・ボーイ・キャント・ヘルプ・イット "The Boy Can't Help It"（ボビー・トループ）– 3:39
8. ベスト・オールド・フレンド - "(I Could Have Been Your) Best Old Friend"（アンディ・マクマホン、トレーシー・ネルソン）– 2:52
9. ゲット・ホワッツ・カミング "You're Gonna Get What's Coming"（ロバート・パーマー）– 3:32
10. ワイルド・フォー・ユー・ベイビー - "（Goin '）Wild for You Baby"（デビッド・バトー 、トム・スノー）– 5:25

## パーソネル
ライナーノートに記載されているとおり： 
- ボニー・レイット – リードボーカル、スライドエレキギター（3、8）、ナショナルスチールギター（7）
- ダニー・”クーチ”・コーチマー – エレクトリックギター（1-4、6、7、9）、バッキングボーカル（7）
- ワディ・ワクテル – エレクトリックギター（1、3、4、6-10）、ハーモニーボーカル（3）、バッキングボーカル（7）
- ビル・ペイン – アコースティックピアノ（1-4）、エレクトリックピアノ（8、10）、 オーバーハイムシンセサイザー （9、10）
- ドン・グロルニック – アコースティックピアノ（5）
- ボブ・グラウブ – ベース（1-4、6、7、9、10）
- ボブ・マグナッソン – ベース（5）
- フリーボ – ベース（8）
- リック・マロッタ – ドラムス（1-4、6-10）、カウベル（1）、パーカッション（6、7、8）
- ジョン・ゲリン – ドラムス（5）
- ラリー・ウィリアムズ – サックス（2）
- トレバー・ローレンス – サックス（2）
- デビッド・サンボーン – アルト・サックス・ソロ（2）
- スティーブ・マダイオ – トランペット（2）
- ポール・バターフィールド – ハーモニカ （6）
- ローズマリー・バトラー – バッキングボーカル（1、9）
- ケニー・エドワーズ – バッキング・ボーカル（1、4、9）
- マキシン・ルイス – バッキングボーカル（1、9）
- J.D.サウザー – バッキングボーカル（1、9）
- クレイグ・フラー – バッキングボーカル（4）
- ピーター・アッシャー – バッキング・ボーカル（7）

## プロダクション
- プロデューサー – ピーター・アッシャー
- Val Garayによる録音とミックス
- アシスタントエンジニア – ニコ・ボラスとジョージ・イバラ
- The Sound Factory （カリフォルニア州ハリウッド）で録音およびミックス。
- マスタリングラボ（ロサンゼルス）でダグ・サックスがマスター。
- アートディレクションとデザイン– ジョン・コシュ
- カバー写真–デビッド・アレクサンダー
- スリーブ写真–ジム・シア

## チャート
アルバム - ビルボード （北米） 
| 年   | チャート       | ポジション |
| ---- | -------------- | ---------- |
| 1979 | ポップアルバム | 30         |

シングル - ビルボード（北米） 
| 年   | シングル                       | チャート       | ポジション |
| ---- | ------------------------------ | -------------- | ---------- |
| 1980 | 「ゲット・ホワッツ・カミング」 | ポップシングル | 73         |